# Luscombe Phantom
El Luscombe Phantom fue un monoplano de cabina biplaza estadounidense de los años 30 del siglo XX, y el primer producto de la Luscombe Aircraft Engineering Company.

## Diseño y desarrollo
Donald A. Luscombe formó la Luscombe Aircraft Engineering Company en 1933 en Kansas City (Misuri). El Phantom o Model 1 fue el primer avión construido por la compañía, y voló por primera vez en 1934. Era un monoplano de ala alta arriostrada con tren de aterrizaje convencional fijo de rueda de cola, y estaba propulsado por un motor radial Warner Super Scarab de 108 kW (145 hp) montado en el morro. La capota del motor, totalmente cerrada, con respiraderos individuales para cada cilindro, era inusual para un avión ligero estadounidense de motor radial. Aparte de las superficies alares de tela, el avión era totalmente metálico, y poseía un lujoso interior con dos asientos lado a lado en cabina cerrada. Todas las curvas compuestas fueron formadas por un único empleado, Nick Nordyke. Como avión de lujo, no se vendió bien en el clima económico de los Estados Unidos de los años 30, y la compañía pasó a diseñar aviones más sencillos y baratos.

## Especificaciones
Referencia datos: Air Progress

### Características generales
- Tripulación: Uno (piloto)
- Capacidad: Un pasajero
- Longitud: 6,6 m
- Envergadura: 9,4 m
- Altura: 2,1 m
- Superficie alar: 13,30 m²
- Peso vacío: 599 kg
- Peso cargado: 885 kg
- Planta motriz: 1× motor radial de 7 cilindros refrigerado por aire Warner Super Scarab.
  - Potencia: 108 kW (145 hp)

### Rendimiento
- Velocidad máxima operativa (Vno): 270 km/h
- Velocidad crucero (Vc): 209 km/h
- Alcance: 901 km
- Régimen de ascenso: 3,6 m/s (700 pies/min)

### Desarrollos relacionados
- Luscombe 8

### Aeronaves similares
- Monocoupe D-145

### Secuencias de designación
- Secuencia Numérica (interna de Luscombe): 1 - 4 - 8 - 9 →